# Progressione del record mondiale dei 400 m misti
Il primo record mondiale dei 400 m misti maschili in vasca lunga (50 metri) è stato riconosciuto ufficialmente dalla FINA nel 1957, quello femminile nel 1958. In vasca corta (25 metri) i record del mondo sono invece omologati dal 3 marzo 1991.
Nei 400 m misti si effettua un cambio di stile ogni 100 m; l'ordine in cui vengono nuotati è il seguente: delfino, dorso, rana, e stile libero.

## Uomini

### Vasca lunga
| #                 | Tempo   | +   | Atleta             | Nazionalità      | Data              | Evento                 | Luogo | Ref   |
| ----------------- | ------- | --- | ------------------ | ---------------- | ----------------- | ---------------------- | --- | ----- |
| 1                 | 5'48"5  |     | Frank O'Neill      | Australia        | 17 gennaio 1953   |                        | Sydney, Australia |       |
| 2                 | 5'43"0  |     | Frank O'Neill      | Australia        | 24 febbraio 1953  |                        | Sydney, Australia |       |
| 3                 | 5'38"7  |     | Gusztáv Kettesy    | Ungheria         | 24 aprile 1953    |                        | Budapest, Ungheria |       |
| 4                 | 5'35"6  |     | Maurice Lusien     | Francia          | 24 aprile 1953    |                        | Troyes, Francia |       |
| 5                 | 5'32"1  |     | Gusztáv Kettesy    | Ungheria         | 26 luglio 1953    |                        | Budapest, Ungheria |       |
| 6                 | 5'31"0  |     | Jan Andsberg       | Svezia           | 29 ottobre 1953   |                        | Lund, Svezia |       |
| 7                 | 5'27"3  |     | Maurice Lusien     | Francia          | 18 marzo 1954     |                        | Reims, Francia |       |
| 8                 | 5'18"3  |     | Alfred Spengler    | Germania Est     | 22 aprile 1954    |                        | Dresda, Germania Est |       |
| 9                 | 5'15"4  |     | Vladimir Strujanov | Unione Sovietica | 2 ottobre 1954    |                        | [[File: Flag of the Soviet Union (1936 – 1955).svg\|class=noviewer\| Unione Sovietica (bandiera)\|border\|20x16px]] Minsk, Unione Sovietica |       |
| 10                | 5'09"4  |     | Gennady Androssov  | Unione Sovietica | 10 marzo 1957     |                        | Lemberg, Unione Sovietica |       |
| 11                | 5'08"3  |     | Vladimir Strujanov | Unione Sovietica | 17 marzo 1957     |                        | Mosca, Unione Sovietica |       |
| Nuovo regolamento |         |     |                    |                  |                   |                        | |       |
| 12                | 5'15"6  |     | Gary Heinrich      | Stati Uniti      | 27 agosto 1957    |                        | Filadelfia, Stati Uniti |       |
| 13                | 5'12"9  |     | Vladimir Strujanov | Unione Sovietica | 20 ottobre 1957   |                        | Mosca, Unione Sovietica |       |
| 14                | 5'08"8  | 55y | Ian Black          | Gran Bretagna    | 6 giugno 1959     |                        | Cardiff, Regno Unito |       |
| 15                | 5'07"8  |     | George Harrison    | Stati Uniti      | 24 giugno 1960    |                        | Los Angeles, Stati Uniti |       |
| 16                | 5'05"3  |     | George Harrison    | Stati Uniti      | 24 giugno 1960    |                        | Los Angeles, Stati Uniti |       |
| 17                | 5'04"5  |     | Dennis Rounsaville | Stati Uniti      | 22 luglio 1960    |                        | Toledo, Stati Uniti |       |
| 18                | 5'04"3  |     | Ted Stickles       | Stati Uniti      | 1º luglio 1961    |                        | Chicago, Stati Uniti |       |
| 19                | 4'55"6  |     | Ted Stickles       | Stati Uniti      | 18 agosto 1961    |                        | Los Angeles, Stati Uniti |       |
| 20                | 4'53"8  |     | Gerhard Hetz       | Germania Ovest   | 24 maggio 1962    |                        | Mosca, Unione Sovietica |       |
| 21                | 4'51"4  |     | Ted Stickles       | Stati Uniti      | 30 giugno 1962    |                        | Chicago, Stati Uniti |       |
| 22                | 4'51"0  | 55y | Ted Stickles       | Stati Uniti      | 12 luglio 1962    |                        | Louisville, Stati Uniti |       |
| 23                | 4'50"2  |     | Gerhard Hetz       | Germania Ovest   | 12 ottobre 1963   |                        | Tokyo, Giappone |       |
| 24                | 4'48"6  |     | Dick Roth          | Stati Uniti      | 31 luglio 1964    |                        | Los Altos, Stati Uniti |       |
| 25                | 4'45"4  |     | Dick Roth          | Stati Uniti      | 14 ottobre 1964   | Giochi olimpici        | Tokyo, Giappone |       |
| 26                | 4'45"3  |     | Andrei Dunaev      | Unione Sovietica | 3 aprile 1968     |                        | Tallinn, Unione Sovietica |       |
| 27                | 4'45"1  |     | Greg Buckingham    | Stati Uniti      | 6 luglio 1968     |                        | Santa Clara, Stati Uniti |       |
| 28                | 4'43"4  |     | Gary Hall Sr.      | Stati Uniti      | 20 luglio 1968    |                        | Los Angeles, Stati Uniti |       |
| 29                | 4'43"3  |     | Charles Hickcox    | Stati Uniti      | 30 agosto 1968    |                        | Long Beach, Stati Uniti |       |
| 30                | 4'39"0  |     | Charles Hickcox    | Stati Uniti      | 30 agosto 1968    |                        | Long Beach, Stati Uniti |       |
| 31                | 4'38"7  |     | Gary Hall Sr.      | Stati Uniti      | 11 luglio 1969    |                        | Santa Clara, Stati Uniti |       |
| 32                | 4'33"9  |     | Gary Hall Sr.      | Stati Uniti      | 15 agosto 1969    |                        | Louisville, Stati Uniti |       |
| 33                | 4'31"0  |     | Gary Hall Sr.      | Stati Uniti      | 21 agosto 1970    |                        | Los Angeles, Stati Uniti |       |
| 34                | 4'30"81 |     | Gary Hall Sr.      | Stati Uniti      | 3 agosto 1972     |                        | Chicago, Stati Uniti |       |
| 35                | 4'28"89 |     | András Hargitay    | Ungheria         | 20 agosto 1974    | Campionati europei     | Vienna, Austria |       |
| 36                | 4'26"00 |     | Zoltán Verrasztó   | Ungheria         | 2 aprile 1976     |                        | Long Beach, Stati Uniti |       |
| 37                | 4'23"68 |     | Rod Strachan       | Stati Uniti      | 25 luglio 1976    | Giochi olimpici        | Montréal, Canada |       |
| 38                | 4'23"39 |     | Jesse Vassallo     | Stati Uniti      | 4 agosto 1978     |                        | The Woodlands, Stati Uniti |       |
| 39                | 4'20"05 |     | Jesse Vassallo     | Stati Uniti      | 28 agosto 1978    | Campionati mondiali    | Berlino Ovest, Germania Ovest |       |
| 40                | 4'19"78 |     | Ricardo Prado      | Brasile          | 8 agosto 1982     | Campionati mondiali    | Guayaquil, Ecuador |       |
| 41                | 4'19"61 |     | Jens-Peter Berndt  | Germania Est     | 23 maggio 1984    |                        | Magdeburgo, Germania Est |       |
| 42                | 4'17"53 |     | Alex Baumann       | Canada           | 17 giugno 1984    |                        | Etobicoke, Canada |       |
| 43                | 4'17"41 |     | Alex Baumann       | Canada           | 30 luglio 1984    | Giochi olimpici        | Los Angeles, Stati Uniti |       |
| 44                | 4'16"12 |     | David Wharton      | Stati Uniti      | 14 agosto 1987    | Campionati panpacifici | Brisbane, Australia |       |
| 45                | 4'15"42 |     | Tamás Darnyi       | Ungheria         | 19 agosto 1987    | Campionati europei     | Strasburgo, Francia |       |
| 46                | 4'14"75 |     | Tamás Darnyi       | Ungheria         | 21 settembre 1988 | Giochi olimpici        | Seul, Corea del Sud |       |
| 47                | 4'12"36 |     | Tamás Darnyi       | Ungheria         | 13 gennaio 1991   | Campionati mondiali    | Perth, Australia |       |
| 48                | 4'12"30 |     | Tom Dolan          | Stati Uniti      | 11 settembre 1994 | Campionati mondiali    | Roma, Italia |       |
| 49                | 4'11"76 |     | Tom Dolan          | Stati Uniti      | 17 settembre 2000 | Giochi olimpici        | Sydney, Australia |       |
| 50                | 4'11"09 |     | Michael Phelps     | Stati Uniti      | 15 agosto 2002    |                        | Fort Lauderdale, Stati Uniti |       |
| 51                | 4'10"73 |     | Michael Phelps     | Stati Uniti      | 7 aprile 2003     |                        | Indianapolis, Stati Uniti |       |
| 52                | 4'09"09 |     | Michael Phelps     | Stati Uniti      | 27 luglio 2003    | Campionati mondiali    | Barcellona, Spagna |       |
| 53                | 4'08"41 |     | Michael Phelps     | Stati Uniti      | 7 luglio 2004     | Trials olimpici USA    | Long Beach, Stati Uniti |       |
| 54                | 4'08"26 |     | Michael Phelps     | Stati Uniti      | 14 agosto 2004    | Giochi olimpici        | Atene, Grecia |       |
| 55                | 4'06"22 |     | Michael Phelps     | Stati Uniti      | 1º aprile 2007    | Campionati mondiali    | Melbourne, Australia |       |
| 56                | 4'05"25 |     | Michael Phelps     | Stati Uniti      | 29 giugno 2008    | Trials olimpici USA    | Omaha, Stati Uniti |       |
| 57                | 4'03"84 |     | Michael Phelps     | Stati Uniti      | 10 agosto 2008    | Giochi olimpici        | Pechino, Cina | [ 1 ] |
| 58                | 4'02'50 |     | Léon Marchand      | Francia          | 23 luglio 2023    | Campionati mondiali    | Fukuoka, Giappone |       |

Legenda: Ref - Referto della gara;
Record non ottenuti in finale: (b) - batteria; (sf) - semifinale; (s) - staffetta prima frazione.

### Vasca corta
| #  | Tempo   | + | Atleta        | Nazionalità | Data              | Evento                        | Luogo                      | Ref   |
| -- | ------- | - | ------------- | ----------- | ----------------- | ----------------------------- | -------------------------- | ----- |
| 1  | 4'08"77 |   | Luca Sacchi   | Italia      | 28 febbraio 1992  | Coppa del Mondo               | Palma di Maiorca, Spagna   |       |
| 2  | 4'07"10 |   | Jani Sievinen | Finlandia   | 9 febbraio 1993   | Coppa del Mondo               | Malmö, Svezia              |       |
| 3  | 4'06"03 |   | Jani Sievinen | Finlandia   | 20 gennaio 1996   |                               | Lappeenranta, Finlandia    |       |
| 4  | 4'05"59 |   | Marcel Wouda  | Paesi Bassi | 1º febbraio 1997  | Coppa del Mondo               | Gelsenkirchen, Germania    |       |
| 5  | 4'05"41 |   | Marcel Wouda  | Paesi Bassi | 8 febbraio 1997   | Coppa del Mondo               | Parigi, Francia            |       |
| 6  | 4'04"24 |   | Matthew Dunn  | Australia   | 24 settembre 1998 |                               | Perth, Australia           |       |
| 7  | 4'02"72 |   | Brian Johns   | Canada      | 23 febbraio 2003  |                               | Victoria, Canada           |       |
| 8  | 4'00"37 |   | László Cseh   | Ungheria    | 9 dicembre 2005   | Campionati europei            | Trieste, Italia            |       |
| 9  | 3'59"33 |   | László Cseh   | Ungheria    | 14 dicembre 2007  | Campionati europei            | Debrecen, Ungheria         |       |
| 10 | 3'57"27 |   | László Cseh   | Ungheria    | 11 dicembre 2009  | Campionati europei            | Istanbul, Turchia          |       |
| 11 | 3'55"50 |   | Ryan Lochte   | Stati Uniti | 16 dicembre 2010  | Campionati mondiali           | Dubai, Emirati Arabi Uniti | [ 2 ] |
| 12 | 3'54"81 |   | Daiya Seto    | Giappone    | 20 dicembre 2019  | International Swimming League | Las Vegas, Stati Uniti     |       |

Legenda: Ref - Referto della gara;
Record non ottenuti in finale: (b) - batteria; (sf) - semifinale; (s) - staffetta prima frazione.

## Donne

### Vasca lunga
| #                 | Tempo   | +   | Atleta          | Nazionalità  | Data              | Evento                 | Luogo                         | Ref   |
| ----------------- | ------- | --- | --------------- | ------------ | ----------------- | ---------------------- | ----------------------------- | ----- |
| 1                 | 5'50"4  |     | Éva Székely     | Ungheria     | 10 aprile 1953    |                        | Budapest, Ungheria            |       |
| 2                 | 5'47"3  |     | Mary Kok        | Paesi Bassi  | 28 marzo 1955     |                        | Hilversum, Paesi Bassi        |       |
| 3                 | 5'40"8  |     | Éva Székely     | Ungheria     | 13 luglio 1955    |                        | Budapest, Ungheria            |       |
| 4                 | 5'38"9  |     | Mary Kok        | Paesi Bassi  | 2 dicembre 1956   |                        | Hilversum, Paesi Bassi        |       |
| Nuovo regolamento |         |     |                 |              |                   |                        |                               |       |
| 5                 | 5'46"6  |     | Sylvia Ruuska   | Stati Uniti  | 27 giugno 1958    |                        | Los Angeles, Stati Uniti      |       |
| 6                 | 5'43"7  |     | Sylvia Ruuska   | Stati Uniti  | 1º agosto 1958    |                        | Topeka, Stati Uniti           |       |
| 7                 | 5'41"1  | 55y | Sylvia Ruuska   | Stati Uniti  | 24 febbraio 1959  |                        | Melbourne, Australia          |       |
| 8                 | 5'40"2  | 55y | Sylvia Ruuska   | Stati Uniti  | 17 luglio 1959    |                        | Redding, Stati Uniti          |       |
| 9                 | 5'36"5  |     | Donna de Varona | Stati Uniti  | 15 luglio 1960    |                        | Indianapolis, Stati Uniti     |       |
| 10                | 5'34"5  |     | Donna de Varona | Stati Uniti  | 11 agosto 1961    |                        | Filadelfia, Stati Uniti       |       |
| 11                | 5'29"7  |     | Donna de Varona | Stati Uniti  | 2 giugno 1962     |                        | Los Altos, Stati Uniti        |       |
| 12                | 5'27"4  |     | Sharon Finneran | Stati Uniti  | 26 luglio 1962    |                        | Osaka, Giappone               |       |
| 13                | 5'24"7  |     | Donna de Varona | Stati Uniti  | 26 luglio 1962    |                        | Osaka, Giappone               |       |
| 14                | 5'21"9  |     | Sharon Finneran | Stati Uniti  | 28 luglio 1962    |                        | Osaka, Giappone               |       |
| 15                | 5'16"5  |     | Donna de Varona | Stati Uniti  | 10 marzo 1964     |                        | Lima, Perù                    |       |
| 16                | 5'14"9  |     | Donna de Varona | Stati Uniti  | 30 agosto 1964    |                        | New York, Stati Uniti         |       |
| 17                | 5'11"7  |     | Claudia Kolb    | Stati Uniti  | 9 luglio 1967     |                        | Santa Clara, Stati Uniti      |       |
| 18                | 5'09"7  |     | Claudia Kolb    | Stati Uniti  | 1º agosto 1967    |                        | Winnipeg, Canada              |       |
| 19                | 5'08"2  |     | Claudia Kolb    | Stati Uniti  | 19 agosto 1967    |                        | Filadelfia, Stati Uniti       |       |
| 20                | 5'04"7  |     | Claudia Kolb    | Stati Uniti  | 24 agosto 1968    |                        | Los Angeles, Stati Uniti      |       |
| 21                | 5'02"97 |     | Gail Neall      | Australia    | 9 luglio 1972     | Giochi olimpici        | Monaco, Germania Ovest        |       |
| 22                | 5'01"10 |     | Angela Franke   | Germania Est | 18 agosto 1973    |                        | Utrecht, Paesi Bassi          |       |
| 23                | 4'57"51 |     | Gudrun Wegner   | Germania Est | 6 settembre 1973  | Campionati mondiali    | Belgrado, Jugoslavia          |       |
| 24                | 4'52"42 |     | Ulrike Tauber   | Germania Est | 21 agosto 1974    | Campionati europei     | Vienna, Austria               |       |
| 25                | 4'52"20 |     | Ulrike Tauber   | Germania Est | 7 giugno 1975     |                        | Wittenberg, Germania Est      |       |
| 26                | 4'48"79 |     | Birgit Treiber  | Germania Est | 1º giugno 1976    |                        | Berlino Est, Germania Est     |       |
| 27                | 4'42"77 |     | Ulrike Tauber   | Germania Est | 24 luglio 1976    | Giochi olimpici        | Montréal, Canada              |       |
| 28                | 4'40"83 |     | Tracy Caulkins  | Stati Uniti  | 23 agosto 1978    | Campionati mondiali    | Berlino Ovest, Germania Ovest |       |
| 29                | 4'39"96 |     | Petra Schneider | Germania Est | 30 marzo 1980     |                        | Leningrado, Unione Sovietica  |       |
| 30                | 4'38"44 |     | Petra Schneider | Germania Est | 27 maggio 1980    |                        | Magdeburgo, Germania Est      |       |
| 31                | 4'36"29 |     | Petra Schneider | Germania Est | 26 luglio 1980    | Giochi olimpici        | Mosca, Unione Sovietica       |       |
| 32                | 4'36"10 |     | Petra Schneider | Germania Est | 1º agosto 1982    | Campionati mondiali    | Guayaquil, Ecuador            |       |
| 33                | 4'34"79 |     | Chen Yan        | Cina         | 13 ottobre 1997   |                        | Shanghai, Cina                |       |
| 34                | 4'33"59 |     | Jana Kločkova   | Ucraina      | 16 settembre 2000 | Giochi olimpici        | Sydney, Australia             |       |
| 35                | 4'32"89 |     | Katie Hoff      | Stati Uniti  | 1º aprile 2007    | Campionati mondiali    | Melbourne, Australia          |       |
| 36                | 4'31"46 |     | Stephanie Rice  | Australia    | 22 marzo 2008     | Campionati australiani | Sydney, Australia             |       |
| 37                | 4'31"12 |     | Katie Hoff      | Stati Uniti  | 29 giugno 2008    | Trials olimpici USA    | Omaha, Stati Uniti            |       |
| 38                | 4'29"45 |     | Stephanie Rice  | Australia    | 10 agosto 2008    | Giochi olimpici        | Pechino, Cina                 |       |
| 39                | 4'28"43 |     | Ye Shiwen       | Cina         | 28 luglio 2012    | Giochi olimpici        | Londra, Regno Unito           |       |
| 40                | 4'26"36 |     | Katinka Hosszú  | Ungheria     | 6 agosto 2016     | Giochi olimpici        | Rio de Janeiro, Brasile       | [ 3 ] |
| 41                | 4'25"87 |     | Summer McIntosh | Canada       | 1 aprile 2023     | Campionati canadesi    | Toronto, Canada               |       |
| 42                | 4'24"38 |     | Summer McIntosh | Canada       | 16 maggio 2024    | Trials canadesi        | Toronto, Canada               |       |
| 43                | 4'23"65 |     | Summer McIntosh | Canada       | 12 giugno 2025    | Trials canadesi        | Victoria, Canada              |       |

Legenda: Ref - Referto della gara;
Record non ottenuti in finale: (b) - batteria; (sf) - semifinale; (s) - staffetta prima frazione.

### Vasca corta
| #  | Tempo   | + | Atleta                 | Nazionalità | Data             | Evento              | Luogo                    | Ref   |
| -- | ------- | - | ---------------------- | ----------- | ---------------- | ------------------- | ------------------------ | ----- |
| 1  | 4'29"00 |   | Dai Guohong            | Cina        | 2 dicembre 1993  | Campionati mondiali | Palma di Maiorca, Spagna |       |
| 2  | 4'27"83 |   | Jana Kločkova          | Ucraina     | 19 gennaio 2002  | Coppa del Mondo     | Parigi, Francia          |       |
| 3  | 4'26"52 |   | Kirsty Coventry        | Zimbabwe    | 9 aprile 2008    | Campionati mondiali | Manchester, Regno Unito  |       |
| 4  | 4'25"87 |   | Julia Smit             | Stati Uniti | 28 novembre 2008 | Canada Cup          | Toronto, Canada          |       |
| 5  | 4'25"06 |   | Mireia Belmonte García | Spagna      | 14 dicembre 2008 | Campionati europei  | Fiume, Croazia           |       |
| 6  | 4'22"88 |   | Katheryn Meaklim       | Sudafrica   | 22 novembre 2009 | Coppa del Mondo     | Singapore                |       |
| 7  | 4'21"04 |   | Julia Smit             | Stati Uniti | 18 dicembre 2009 | Duel in the Pool    | Manchester, Regno Unito  |       |
| 8  | 4'20"85 |   | Katinka Hosszú         | Ungheria    | 11 agosto 2013   | Coppa del Mondo     | Berlino, Germania        |       |
| 9  | 4'20"83 |   | Katinka Hosszú         | Ungheria    | 28 agosto 2014   | Coppa del Mondo     | Doha, Qatar              |       |
| 10 | 4'19"86 |   | Mireia Belmonte García | Spagna      | 3 dicembre 2014  | Campionati mondiali | Doha, Qatar              |       |
| 11 | 4'19"46 |   | Katinka Hosszú         | Ungheria    | 2 dicembre 2015  | Campionati europei  | Netanya, Israele         |       |
| 12 | 4'18"94 |   | Mireia Belmonte García | Spagna      | 12 agosto 2017   | Coppa del Mondo     | Eindhoven, Paesi Bassi   | [ 4 ] |
| 13 | 4'15"48 |   | Summer McIntosh        | Canada      | 14 dicembre 2024 | Campionati mondiali | Budapest, Ungheria       | [ 5 ] |

Legenda: Ref - Referto della gara;
Record non ottenuti in finale: (b) - batteria; (sf) - semifinale; (s) - staffetta prima frazione.